# Westpoort (Amsterdam)

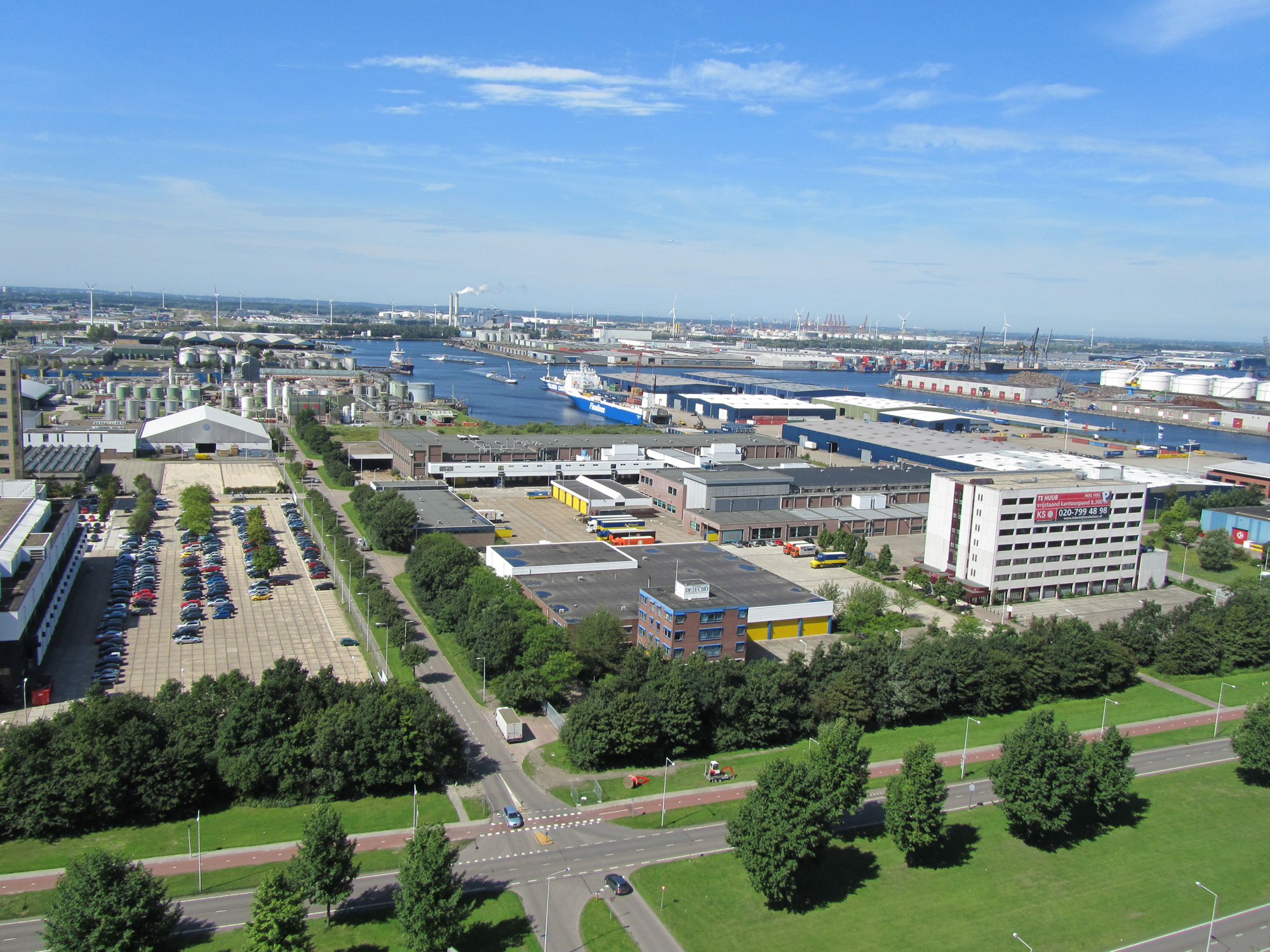
Zicht op de Westhaven, gezien vanaf de 18e etage van het Elseviergebouw aan de Radarweg.

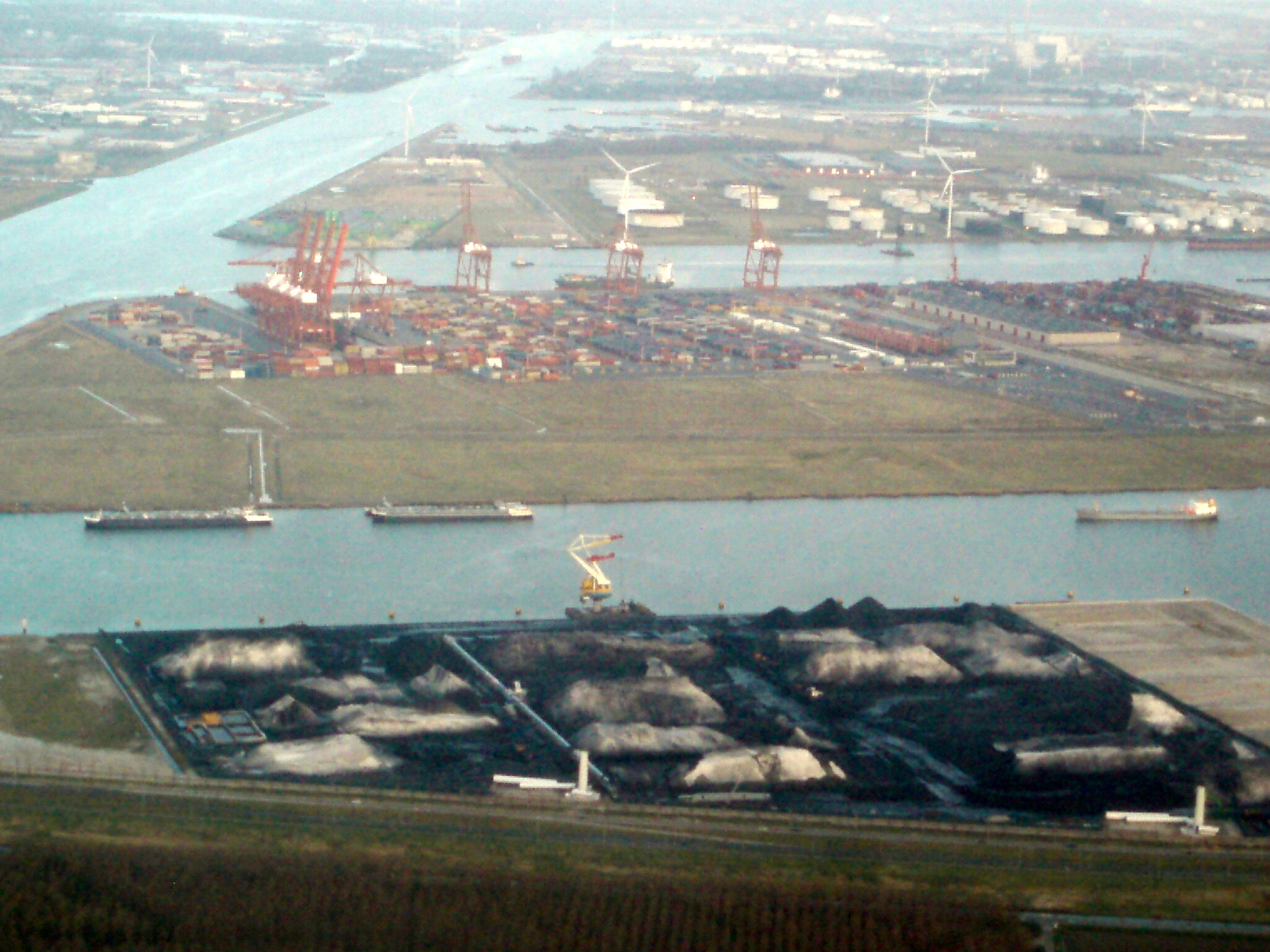
De Afrikahaven in het Westelijk Havengebied.

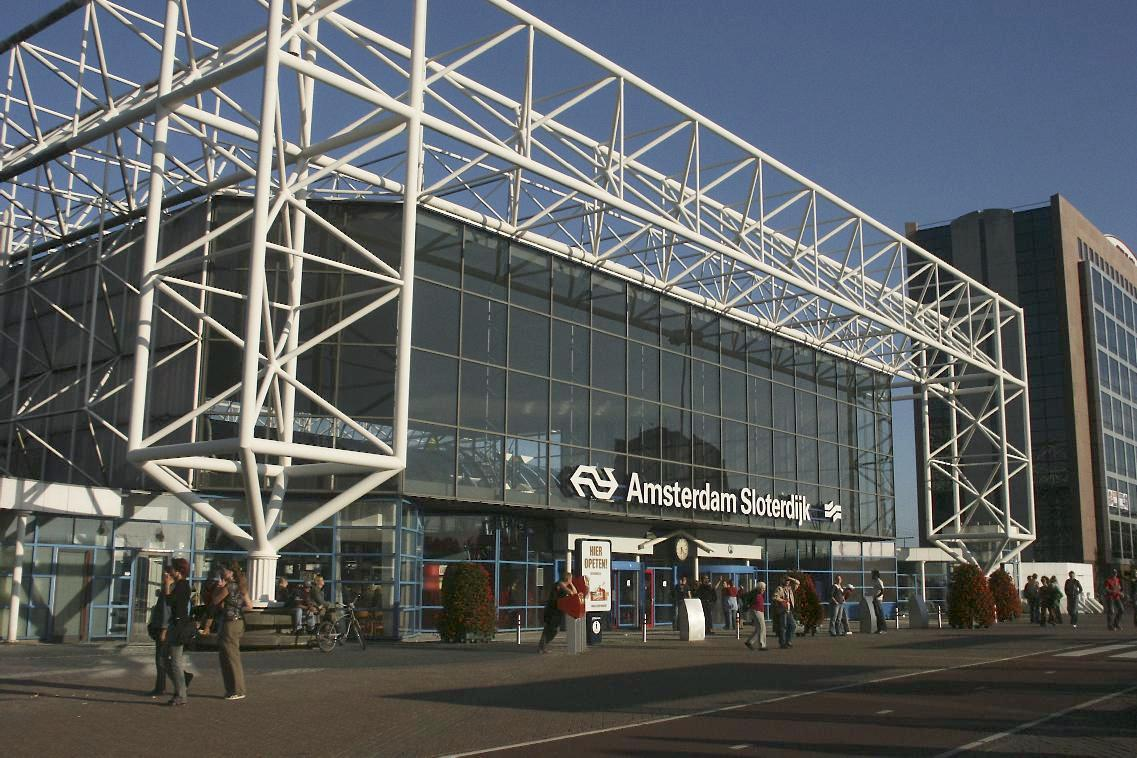
Station Amsterdam Sloterdijk.

Westpoort (Westelijk Havengebied - vroeger ook wel: Havens West) is een internationaal havengebied en een van de grootste bedrijventerreinen van Nederland.
Het is aan de noordwestelijke kant van de gemeente Amsterdam, in de provincie Noord-Holland. Het gebied, met een oppervlakte van 35.47 km², ligt ten zuiden van het Noordzeekanaal.

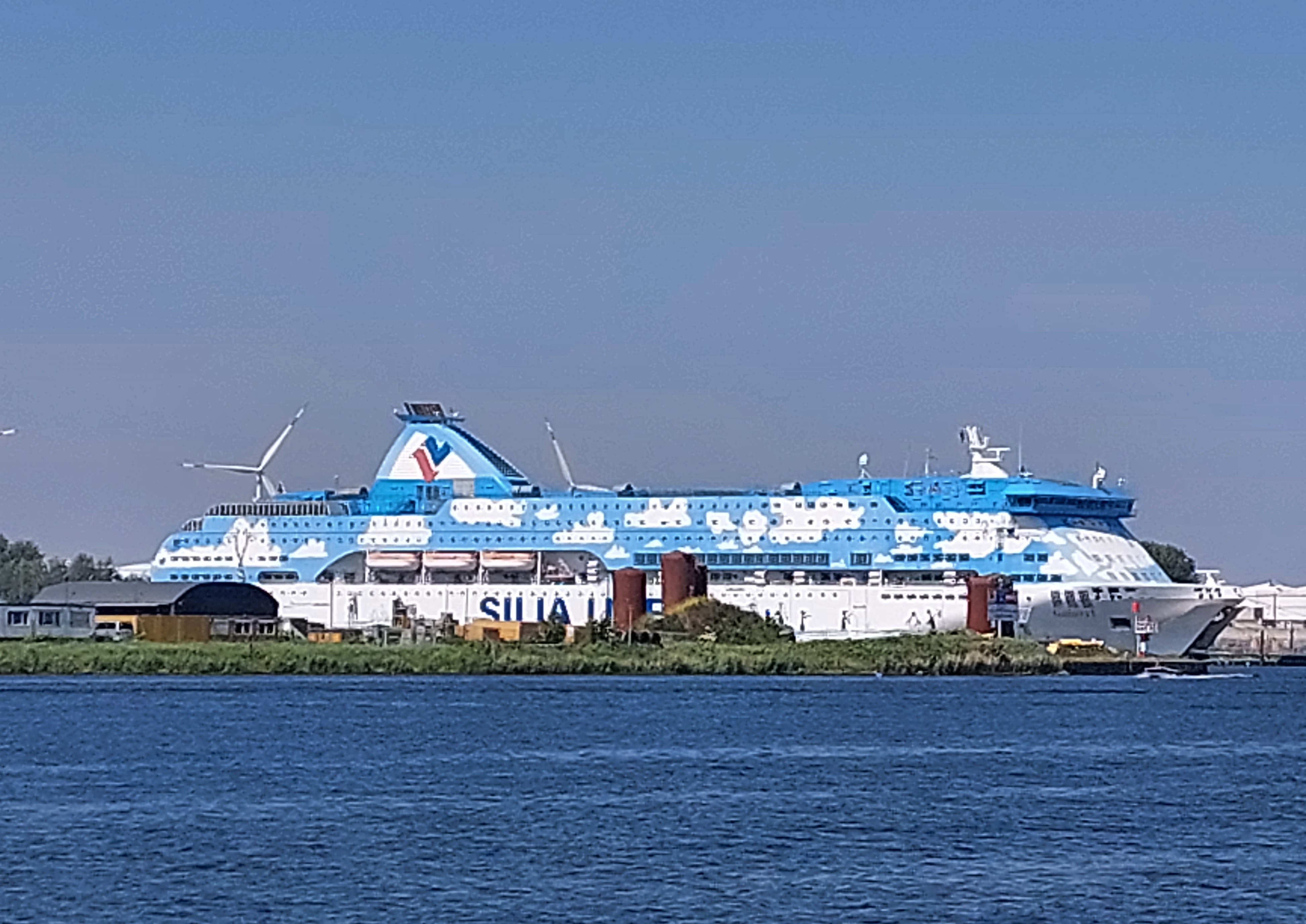
Asielzoekersschip MS Galaxy

Westpoort is tevens een industriegebied, en het grootste aaneengesloten bedrijventerrein van Nederland. Het omvat de westelijke havens van de stad Amsterdam. Het gebied Westpoort heeft geen woonwijken, en telt slechts 145 inwoners.
Het Oostelijk Havengebied van Amsterdam is in het laatste decennium van de 20e eeuw ontwikkeld tot een modern woongebied.
Er zijn in Westpoort ongeveer 1700 bedrijven gevestigd, waar circa 45.000 mensen werken. Westpoort is onderdeel van ‘Zeehavens Amsterdam’. Deze haven was in 2019, naar overslag gemeten (86,7 miljoen ton per jaar), de vierde haven van Europa met een marktaandeel van 8,2%.
De gemeente Amsterdam kent zeven officiële stadsdelen, één stadsgebied (Weesp) en één gebied: Westpoort. Westpoort wordt door de gemeente Amsterdam op wijkniveau Westelijk Havengebied genoemd.  
Westpoort is ook het exploitatiegebied van Havenbedrijf Amsterdam NV: Port of Amsterdam.
Westpoort wordt doorsneden door de autosnelweg A10 (Ringweg Amsterdam) en de spoorlijn Amsterdam – Zaandam.

## Stadsdeelindeling
Westpoort is sinds 1990 een van de stadsdelen van de gemeente Amsterdam, maar was niet een deelgemeente. In tegenstelling tot de andere Amsterdamse stadsdelen heeft Westpoort nooit een eigen bestuur, deelgemeenteraad of bestuurscommissie gehad; Westpoort viel rechtstreeks onder het college van B&W en de gemeenteraad van Amsterdam. Tot 2002 gold dat ook voor het het stadsdeel Centrum.
Per 1 januari 2015 is het eigenlijke Havengebied ondergebracht bij het verzelfstandigde Havenbedrijf Amsterdam en de bedrijvengebieden ten zuiden daarvan (de wijken Sloterdijk en Bedrijventerrein Sloterdijk) bij twee bestaande stadsdelen. Het deel ten oosten van de Ringweg A10 is ingedeeld bij stadsdeel West en het deel ten westen van de Ringweg A10 is ingedeeld bij stadsdeel Nieuw-West.
Na de grenswijziging zijn naast de eigenlijk havengebieden nog steeds het (voormalige) dorp Ruigoord met omgeving en het terrein van de Amsterdamse Golf Club bij Westpoort ingedeeld. Ruigoord en de golfclub maakten overigens, met de Afrikahaven, tot eind 1996 deel uit van de gemeente Haarlemmerliede en Spaarnwoude. Sinds 1 januari 2019 is deze gemeente opgegaan in de gemeente Haarlemmermeer.

## Westelijk Havengebied
Het eigenlijke Westelijk Havengebied omvat vanuit het centrum van Amsterdam naar het westen: de Minervahaven, de Mercuriushaven, de Vlothaven, de Coenhaven, de Petroleumhaven, de Jan van Riebeeckhaven, de Adenhaven, de Usselincxhaven, Carel Reynierszhaven,de Westhaven, de Sonthaven, de Bosporushaven, de Suezhaven, de Beringhaven, de Mainhaven, de Moezelhaven, de Hornhaven, de Amerikahaven, de Australiëhaven, de Aziëhaven, de Cacaohaven, de Texashaven, de Afrikahaven, de Zanzibarhaven, de Mauritiushaven en de Madagascarhaven.
In het havengebied liggen ook energiecentrale Hemweg, Amsterdam Heliport, het Amsterdamse Afval Energie Bedrijf (AEB) en de OBA Bulk Terminal Amsterdam (voorheen Overslagbedrijf Amsterdam). 
Westpoort heeft twee hoofdemplacementen voor de goederentreinen: Westhaven en Aziëhaven. Het gebied wordt doorsneden door de spoorlijn naar de Hemtunnel.
Vanaf 25 september 2022 ligt er in het Westelijk Havengebied een schip, de MS Galaxy van de Silia Line, dat plaats biedt aan 1000 asielzoekers. Het cruiseschip ligt vlak bij de aanlegplaatsen voor riviercruiseschepen en de Coentunnel. De MS Galaxy is door de Rijksoverheid gehuurd. Centraal Orgaan opvang asielzoekers (COA) zal het schip beheren.

## Bedrijventerrein Sloterdijk
In het Bedrijventerrein Sloterdijk liggen, naast Sloterdijk I en II, Teleport met het spoorwegstation Amsterdam Sloterdijk, het bedrijventerrein Abberdaan en De Heining.
Het dorp Sloterdijk ligt overigens niet in Westpoort, maar in het stadsdeel Amsterdam-West (voorheen Bos en Lommer).